# Bataille de Xingshi
Guerres des Trois Royaumes
Batailles
Yiling/Xiaoting - Campagne contre le Wu - Campagne du Sud - Hefei (231) - Hefei (233) - Expéditions de Zhuge Liang - Hefei (234) - Shiting - Liaodong - Offensive du Wu - Xingshi - Koguryo - Gaoping - Expéditions de Jiang Wei (Didao) - Dongxing - Hefei (253) - Shouchun - Cao Mao - chute du Shu - Zhong Hui - Chute du Wu
La bataille de Xingshi (chinois simplifié : 兴势之战 ; chinois traditionnel : 興勢之戰 ; pinyin : Xīngshì Zhī Zhàn) est une tentative d'invasion du Royaume de Shu par son voisin et rival, le Royaume de Wei. Cette bataille a lieu au mont Xingshi en 244, pendant la période des Trois Royaumes de l'Histoire de la Chine et se conclut par un échec du Wei.

## Situation avant le début du conflit
Lorsque Cao Rui, l'empereur du Wei, meurt en 239, c'est son fils Cao Fang qui monte sur le trône. Comme Fang est alors agé de 8 ans, ce sont deux tuteurs impériaux choisi par le défunt, Cao Shuang et Sima Yi, qui dirigent de facto le royaume. Très vite, Shuang écarte Yi du pouvoir en le nommant à un poste prestigieux et dénué de tout véritable pouvoir, avant de se mettre à agir en maître absolu du Wei et de tomber dans la luxure et la dépravation.
Fang sait qu'il y a de nombreux opposants à sa politique au sein du royaume et, pour renforcer son emprise sur la Cour, il décide de lancer une invasion du Shu, un royaume voisin et ennemi du Wei. En effet, en octobre 243, Shuang apprend que Jiang Wan, le général en chef des forces armées du Shu, procède à un repli de ses soldats depuis Hanzhong vers le Xian de Fu(涪縣). Il en conclut que, grâce à sa supériorité numérique, l'armée du Wei peut facilement conquérir Hanzhong avant l'arrivée des renforts du Shu. Il pense également que, même si ensuite il n'arrive pas à annexer complètement le Shu, la chute de Hanzhong sera un exploit suffisant pour renforcer son influence à la cour du Wei.
Même si de nombreux membres de la cour du Wei s'opposent à son projet, Cao Shuang est persuadé que son plan d'invasion est viable.

## Géographie de la région des combats
Les trois routes permettant d'aller de Hanzhong au Guanzhong passent toutes par des vallées situées dans les monts Qinling. La plus longue des trois est celle située au nord, qui mesure plus de 330 km, et se termine au sud de Chang'an. La moitié sud de cette vallée est nommée vallée de Zi(子谷) et la moitié nord, vallée de Wu(午谷). C'est un chemin rude et avec de nombreux endroits où l'on peut tendre des embuscades. Ceux qui seraient victimes d'une embuscade dans de tels endroits n'auraient aucune chance de survie, ce qui fait de cette route à la fois la plus longue et la plus dangereuse. Cependant, si jamais ce sont les armées du Shu qui partent en guerre, c'est en passant par cette route qu'elles ont le plus de chance de surprendre les défenseurs de Chang'an. C'est pour cela que Wei Yan propose à Zhuge Liang de prendre cette route lors des préparatifs de sa première expédition nordique. De toutes les routes, c'est celle de Baoxie(褒斜道), la plus à l'ouest des trois, qui offre les meilleures conditions de trajet. Longue de 235 km, la moitié nord de cette route est nommée vallée de Xie (斜谷) et la moitié sud vallée de Bao(褒谷). L'extrémité sud de cette route se trouve à 25 km au nord de Hanzhong, et l'extrémité nord est à 15 km de l'actuel Xian de Mei, Shaanxi. Au centre de la route de Baoxie, on trouve une autre vallée nommée vallée de Ji(箕谷). Si on l'emprunte en prenant l'embranchement qui part à l'ouest, puis en tournant vers le nord, on arrive à proximité de Chencang (陳倉), une position stratégique du Wei qui serait en danger en cas d'attaque du Shu. Par contre, si c'est le Wei qui part en guerre et prend ce chemin, le bon état de la route permet au Shu d'amener rapidement une armée sur place et d'attaquer son ennemi avant même qu'il puisse sortir de la vallée.
Enfin, avec ses 210 km de long la route de Tangluo(儻駱道) est la plus courte des trois. Située au centre par rapport aux deux autres, elle tire son nom de l'endroit où elle se termine. L'extrémité sud de cette route se trouve à proximité de la rivière Tangshui(儻水河) dans l'actuel Xian de Yang, Shaanxi, et son extrémité nord se trouve dans le ravin de Luo(駱峪) situé à l'ouest de l'actuel Xian de Zhouzhi, Shaanxi. La moitié sud de cette route est nommée vallée de Tang (儻谷) et la moitié nord vallée de Luo (駱谷). C'est cette route que Cao Shuang choisit pour attaquer le Shu, ce qui est une erreur stratégique majeure. En effet, si cette route est la plus courte, c'est surtout la plus mauvaise des trois; et surtout c'est celle avec la plus longue section sans aucune source pour se ravitailler en eau. D'où une multiplication des problèmes de logistique tout au long de l'expédition, qui s'aggravent au fur et à mesure que les bêtes de somme meurent de soif dans la vallée. Au bout d'un moment, Cao Shuang est obligé d'utiliser des milliers d'hommes pour porter le ravitaillement à la place des bêtes mortes. Comme bon nombre de ces « coolies » improvisés connaissent le même sort que les bêtes qu'ils remplacent, le moral des troupes baisse, pendant que le mécontentement contre Cao Shuang monte et ce aussi bien au sein de son armée que dans le royaume de Wei.

## La bataille
En mars 244, Cao Shuang promeut Xiahou Xuan au rang de Général Qui Subjugue l’Ouest, et Guo Huai, l'inspecteur de la province de Yong, devient le commandant de l'avant-garde. Ensemble, ils commencent à marcher sur Hanzhong en prenant la route de Tangluo. Deng Yang et Li Sheng, les deux protégés de Cao Shuang, prennent part à l'invasion en tant que membres de l'entourage de Shuang. l'objectif principal de la force d'invasion est le col de Yangping (陽平關; situé à l'ouest de l'actuelle ville de Wuhou(武侯鎮), Xian de Mian, Shaanxi).
C’est Wang Ping, le Général Vétéran Qui Garde le Nord, qui est responsable de la défense de Hanzhong ; mais il n'a pas plus de 30 000 soldats sous ses ordres. Pour faire face à une telle infériorité numérique, certains des généraux du Shu suggèrent de se concentrer sur la défense de Hancheng (漢城; situé à l'est de l'actuel Xian de Mian, Shaanxi) et de Yuecheng (樂城; situé à l'est de l'actuel Xian de Chenggu, Shaanxi). Wang Ping rejette cette idée car les renforts sont bien trop loin pour arriver à temps et ce serait un désastre pour le Shu si l'ennemi peut traverser la passe de Yangping sans rencontrer d'opposition. De plus, le seul moyen efficace de stopper l'ennemi est de tirer parti du mauvais état de la route qu'il emprunte. Wang Ping donne l'ordre à Liu Min(劉敏), le général Qui Protège l'Armée, de prendre position au mont Xingshi (興勢山)et de planter des drapeaux du Shu sur une longueur de près d'une centaine de km. Le but de la manœuvre est de donner l'illusion que les défenseurs du Shu sont plus nombreux que ce qu'ils sont vraiment. De son côté, Wang Ping prend personnellement la tête d'une armée à la suite de Liu Min, pour pouvoir contrer une éventuelle attaque du Wei depuis la vallée de Huangjin (黃金谷; située à l'est du mont Xingshi). En avril 244, comme prévu par Wang Ping, l’armée du Wei est repérée au mont Xingshi. Les soldats ennemis sont quasiment à court de vivres, à cause des lignes d'approvisionnement démesurément longues et de la mort de leurs bêtes de somme. Dans le même temps, Fei Yi, le général en chef du Shu, est en route depuis Chengdu en direction de Hanzhong avec des renforts. Le Shu allait pouvoir lancer une contre-offensive contre cette armée d'invasion du Wei aux lignes de ravitaillement démesurément étirées.
Yang Wei (楊偉), un officier et conseiller de Cao Shuang, réalise le danger qui plane sur l'armée du Wei et supplie Shuang d'en rester là et de battre en retraite immédiatement, mais Deng Yang émet une objection et se met à argumenter avec Yang, malgré son manque d'expérience militaire. Yang Wei n'arrive pas à les convaincre et, furieux, laisse exploser sa colère, en disant que Deng Yang et Li Sheng mettent en danger la vie de milliers de soldats, ainsi que la survie de leur royaume et devraient être exécutés. Excédé, Cao Shuang rejette toutes les suggestions de Yang Wei. Pendant ce temps, à Luoyang, la capitale du Wei, Sima Yi, le Grand Tuteur de l'empereur comprend lui aussi à quel point la situation est dangereuse pour l'armée d'invasion. Lui qui s'opposait depuis le début à cette expédition écrit à Xiahou Xuan pour le prévenir du désastre imminent et l'avertir que, bien des années plus tôt, Cao Cao lui-même, le fondateur de fait du Wei, avait subi à Hanzhong une défaite cuisante contre Liu Bei, le fondateur du Shu. L'armée du Shu contrôle le mont Xingshi, ce qui empêche les troupes du Wei d'aller plus loin et si une autre armée du Shu coupe toute possibilité de retraite du Wei, Cao Shuang et Xiahou Xuan ne vivraient pas assez vieux pour regretter leur décision. Après avoir lu la lettre de Sima Yi, Xiahou Xuan comprend finalement à quel point sa situation est dangereuse et se précipite pour convaincre Cao Shuang de donner l'ordre de battre en retraite. Guo Huai comprend lui aussi le danger de la situation et fait retirer ses troupes pour éviter la déroute annoncée.
De son côté, Fei Yi ne voulait pas laisser Cao Shuang s'en sortir si facilement et dirige ses troupes sur les flancs de l'armée du Wei pour bloquer leur repli. L’armée du Shu s’installe en position défensive, à des endroits où elle bénéficie d'un avantage géographique indéniable sur l'armée du Wei, c'est-à-dire les trois crêtes de la vallée de Luo : la crête de Shen (沈嶺), la crête de Ya (衙嶺), et la crête de Fenshui (分水嶺). Cao Shuang et ses officiers s'échappent de justesse et retournent au Guanzhong après que leurs troupes aient subi d'importantes pertes dues à la soif, à la faim et aux maladies.

## Conséquences
Comme récompense de sa victoire, Fei Yi reçoit le titre de « Marquis de Chengxiang » (成鄉侯), et reste à Hanzhong, jusqu'à son retour à Chengdu, la capitale du Shu, en septembre 244. Par contraste, le prestige et la popularité de Cao Shuang s'effondrent, ce qui ouvre la voie à son échec face à Sima Yi dans la course au pouvoir.

## Ordre de bataille
|  | Armée du Wei - Général-en-Chef (大將軍) Cao Shuang - Général Qui Subjugue l’Ouest (征西將軍) Xiahou Xuan - Inspecteur de la province de Yong et commandant de l’avant-garde (雍州刺史) Guo Huai | Armée du Shu - Général-en-Chef (大將軍) Fei Yi - Général vétéran Qui Garde le Nord (鎮北大將軍) Wang Ping - Général Qui Protège l’Armée (護軍將軍) Liu Min (劉敏) |